# Phím Esc

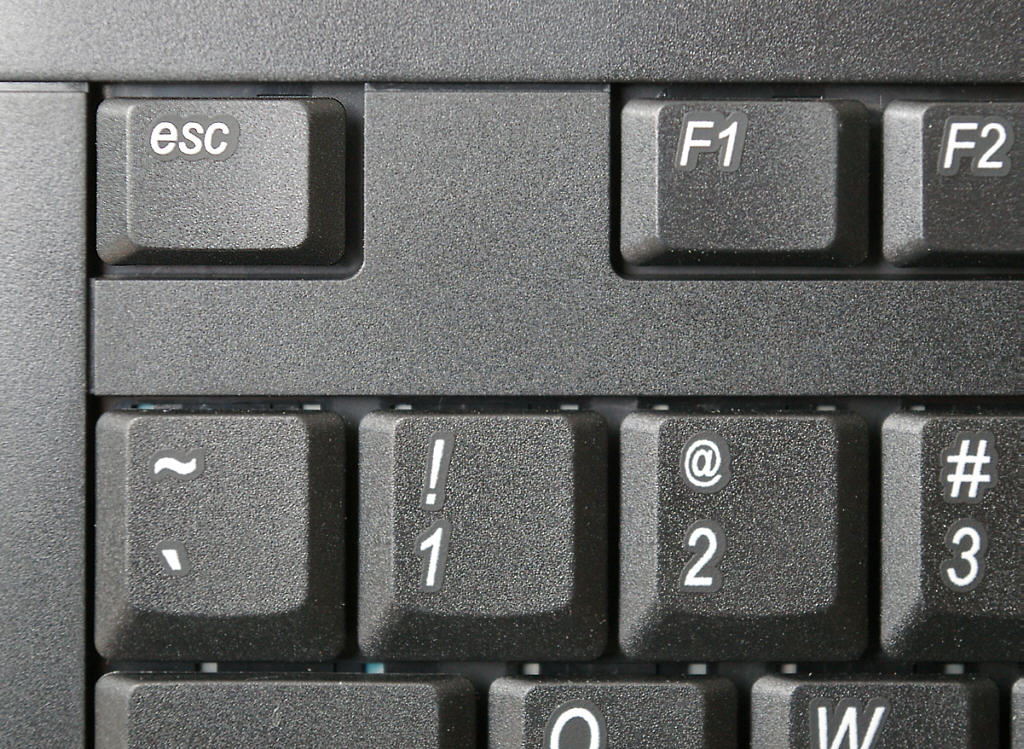
Phím Esc nằm ở góc trên bên trái của bàn phím

Phím Esc hay phím Escape (IPA: /ɪs.ˈkeɪp/) là một phím trên bàn phím máy tính được dán nhãn là Esc hay Escape dùng để tạo ra một ký tự thoát của bảng mã ASCII (Control-[, mã ASCII 27 theo số thập phân), mã ký tự này thoạt đầu được dùng để tạo ra một chuỗi thoát. Do đa số người dùng máy tính không còn phải quan tâm đến những chi tiết bên trong của việc điều khiển thiết bị ngoại vi trên máy tính, nhiệm vụ mà chuỗi thoát được thiết kế để thực hiện, phím escape đã được những nhà lập trình ứng dụng cải biến lại, thường mang nghĩa Dừng lại. Cách sử dụng này vẫn còn được dùng đến ngày nay và có thể thấy được trong Microsoft Windows khi phím escape được dùng làm phím tắt trong các hộp thoại cho các nút No, Quit, Exit, Cancel, hay Abort.
Phím ESC được một số người nói trại ra là viết tắt cho chữ "Extra Services Control" (quản lý dịch vụ bổ sung).
Một ứng dụng thường thấy của phím Esc là làm phím tắt cho nút Stop (dừng) trong nhiều trình duyệt web.
Trên những máy dùng Microsoft Windows, trước khi người ta đưa phím Windows vào bàn phím, cách thường dùng để kích hoạt nút "Start" là giữ phím control và nhấn escape.
Microsoft Windows sử dụng phím "Esc" trong nhiều tổ hợp phím tắt. Nhiều tổ hợp trong số đó đã xuất hiện từ Windows 3.0, sang đến Windows XP, Windows Vista, và đến giờ là Windows 7, Windows 8, Windows 8.1 và Windows Technical Preview.
Trong hệ điều hành Mac OS X, một trong những cách sử dụng phím Esc thường thấy, kèm với phím Command, là để chuyển sang Front Row. Ngoài ra, nó được chỉ thị bằng một vòng tròn với một mũi tên xuyên qua (U+238B, ⎋) theo định nghĩa trong ISO 9995.